# Cédric Lyard
Cédric Lyard (n. 22 ianuarie 1972, Grenoble, Franța) este un sportiv ce a reprezentat Franța, medaliat olimpic. A participat la 2 ediții ale Jocurilor Olimpice (2004, 2016) în care a câștigat o medalie de aur.